# Олівер Клемет
Олівер Клемет (18 березня 2002 , Бад-Гомбург, Гессен ) — німецький плавець, чемпіон світу.